# 松本公一郎
松本公一郎（まつもと　きみいちろう、1941年 - ）は、日本の実業家。小野薬品工業株式会社元代表取締役会長。

## 略歴
長崎県出身。1963年近畿大学薬学部卒業、小野薬品工業株式会社入社、1990年取締役開発本部長、1995年取締役研究本部長などを経て2000年代表取締役専務、2001年代表取締役社長に就任。2005年代表取締役会長、2006年退任。

## 参考資料
- 医薬ジャーナル 2001年06月号（Vol.37 No.06）p66（1768）～p70（1772）[リンク切れ]
- 週間中国新聞経済メールマガジン[リンク切れ]
- 週間中国新聞経済メールマガジン[リンク切れ]